# Maccabi Tel Aviv B.C.
Il Maccabi Tel Aviv B.C. è la sezione di pallacanestro della società polisportiva Maccabi Tel Aviv, avente sede a Tel Aviv, in Israele.
È la società di pallacanestro più titolata di Israele e detiene il record mondiale di campionati vinti (57). Figura tra le squadre più blasonate e prestigiose d'Europa: è infatti il terzo club europeo più vincente assieme al Panathinaikos Atene e dietro al Real Madrid ed al CSKA Mosca, avendo vinto sei Euroleghe, una Suproleague, una Coppa Intercontinentale e avendo disputato 15 finali europee.

## Storia
La società fu fondata nel 1932 come parte della Polisportiva, nata nel 1906.
Nel 1954 nasce l'attuale Basketball Super League israeliana: il Maccabi è il primo campione nazionale. Da allora i giallo-blu hanno vinto ben 56 edizioni del campionato. La serie di vittorie consecutive più lunga è durata 23 stagioni, dal 1970 al 1992, un altro record mondiale insieme a quello dei campionati vinti.
Dal 1963 il Maccabi gioca le partite interne nello Yad Eliyahu. Nel 1966 entra a far parte della squadra l'ebreo americano Tal Brody, proveniente dall'NBA. Diventa ben presto la stella della squadra e rimarrà uno dei giocatori più rappresentativi della sua storia. Brody è il primo di una lunga serie di giocatori statunitensi impegnati nel campionato israeliano.
Negli anni Settanta la stella del Maccabi è Miki Berkovich, unico israeliano in una squadra composta quasi interamente di stranieri (americani). Nel 1977 Berkovich porta il Maccabi a vincere la sua prima Coppa dei Campioni (battendo Varese. Nel 1981 il Maccabi realizza la doppietta Coppa dei Campioni-Coppa Intercontinentale. Successivamente lo Yad Eliyahu viene portato dai 5.000 originari agli 11.000 posti attuali.
Negli anni duemila la squadra ha ottenuto nuovi importanti successi in campo europeo. Nel 2001 la squadra ha vinto l'ultima Coppa dei Campioni FIBA, denominata Suproleague, mentre tra 2003-04 e 2004-2005 ha realizzato una doppietta in Eurolega (nel 2004 Tel Aviv è stata anche la sede della Final Four).
Dal 1969 il Maccabi è sponsorizzato dalla Elite, la più importante industria alimentare israeliana.
La grandezza del Maccabi è divenuta globale con la prestigiosa vittoria, prima mai riuscita ad una squadra europea, contro una squadra NBA, i Washington Bullets allora campioni di NBA, già nel 1978 (98-97 il punteggio). Da allora il Maccabi Elite Tel-Aviv ha giocato contro 11 squadre NBA, per 14 volte, vincendo 4 incontri, l'ultima volta nel 2005 contro i Toronto Raptors (105-103) con il canestro vincente di Anthony Parker all'ultimo secondo (buzzer beater). Questa partita al Air Canada Centre è la prima e unica vittoria di una squadra non americana sul suolo Nord americano.

Il Maccabi è stata la prima squadra israeliana a partecipare al McDonald's Open, a Londra nel 1995; ha giocato nel 2002 una prestigiosa partita a Madrid in onore dei cento anni del Real Madrid.
Nel 2008 la squadra, dopo 14 titoli consecutivi, ha perso il campionato israeliano in finale contro il Hapoel Holon, titolo riconquistato nel 2009 e perso un'altra volta nel 2010 contro l'Hapoel Gilboa Galil Elyon.
Dopo aver raggiunto le Final Four di Eurolega nel 2011 ed aver perso contro il Panathinaikos, il Maccabi di David Blatt vince la sua sesta Eurolega nel 2014, sconfiggendo in finale gli spagnoli del Real Madrid. 
Nel 2014-2015, per la prima volta dopo anni, il Maccabi non raggiunge la finale del campionato israeliano, venendo eliminato 3-2 dall'Hapoel Eilat nelle semifinali play-off. Stessa sorte l'anno successivo, con l'eliminazione in semifinale ad opera del Maccabi Rishon LeZion.

## Roster 2024-2025
Aggiornato al 20 febbraio 2025.
|    | Naz.                                         | Ruolo | Sportivo          | Anno | Alt. | Peso |  |
| -- | -------------------------------------------- | ----- | ----------------- | ---- | ---- | ---- |  |
| 1  | Francia (bandiera)                           | AP    | Jaylen Hoard      | 1999 | 203  | 100  |  |
| 2  | Stati Uniti (bandiera)                       | G     | Jimmy Clark       | 2001 | 191  | 79   |  |
| 3  | Canada (bandiera) · Sudan del Sud (bandiera) | GA    | Marial Shayok     | 1995 | 198  | 92   |  |
| 7  | Stati Uniti (bandiera) · Israele (bandiera)  | C     | Alex Tyus         | 1988 | 203  | 100  |  |
| 8  | Israele (bandiera)                           | AP    | Rafi Menco        | 1994 | 200  | 100  |  |
| 9  | Israele (bandiera)                           | C     | Roman Sorkin      | 1996 | 208  | 104  |  |
| 10 | Israele (bandiera)                           | G     | Omer Mayer        | 2006 | 190  |      |  |
| 11 | Stati Uniti (bandiera) · Israele (bandiera)  | AG    | Will Rayman       | 1997 | 203  | 101  |  |
| 12 | Stati Uniti (bandiera) · Israele (bandiera)  | PG    | John DiBartolomeo | 1991 | 183  | 79   |  |
| 14 | Cuba (bandiera)                              | C     | Jasiel Rivero     | 1993 | 206  | 100  |  |
| 15 | Stati Uniti (bandiera) · Israele (bandiera)  | AC    | Jake Cohen        | 1990 | 210  | 107  |  |
| 20 | Stati Uniti (bandiera)                       | GA    | Levi Randolph     | 1992 | 198  | 95   |  |
| 31 | Lituania (bandiera)                          | P     | Rokas Jokubaitis  | 2000 | 193  | 88   |  |
| 45 | Israele (bandiera)                           | P     | Tamir Blatt       | 1997 | 182  | 82   |  |
| 50 | Stati Uniti (bandiera)                       | C     | Trevion Williams  | 2000 | 208  | 120  |  |
| 55 | Ghana (bandiera)                             | C     | Nathan Mensah     | 1998 | 209  | 105  |  |

### Staff tecnico
| Allenatore: | Oded Kattash                    |
| Assistenti: | Amit Levi, Noam Levi, Guy Pnini |

## Palmarès

### Titoli nazionali
- Campionato israeliano: 57 (record)

1953-1954, 1954-1955, 1956-1957, 1957-1958, 1958-1959, 1961-1962, 1962-1963, 1963-1964, 1966-1967, 1967-1968, 
 1969-1970, 1970-1971, 1971-1972, 1972-1973, 1973-1974, 1974-1975, 1975-1976, 1976-1977, 1977-1978, 1978-1979, 
 1979-1980, 1980-1981, 1981-1982, 1982-1983, 1983-1984, 1984-1985, 1985-1986, 1986-1987, 1987-1988, 1988-1989, 
 1989-1990, 1990-1991, 1991-1992, 1993-1994, 1994-1995, 1995-1996, 1996-1997, 1997-1998, 1998-1999, 1999-2000, 
 2000-2001, 2001-2002, 2002-2003, 2003-2004, 2004-2005, 2005-2006, 2006-2007, 2008-2009, 2010-2011, 2011-2012, 
 2013-2014, 2017-2018, 2018-2019, 2019-2020, 2020-2021, 2022-2023, 2023-2024
- Coppa di Israele: 46 (record)

1955-1956, 1957-1958, 1958-1959, 1960-1961, 1962-1963, 1963-1964, 1964-1965, 1965-1966, 1969-1970, 1970-1971, 
 1971-1972, 1972-1973, 1974-1975, 1976-1977, 1977-1978, 1978-1979, 1979-1980, 1980-1981, 1981-1982, 1982-1983, 
1984-1985, 1985-1986, 1986-1987, 1988-1989, 1989-1990, 1990-1991, 1993-1994, 1997-1998, 1998-1999, 1999-2000, 
2000-2001, 2001-2002, 2002-2003, 2003-2004, 2004-2005, 2005-2006, 2009-2010, 2010-2011, 2011-2012, 2012-2013, 
2013-2014, 2014-2015, 2015-2016, 2016-2017, 2020-2021, 2025
- Coppa di Lega: 11 (record)

2007, 2010, 2011, 2012, 2013, 2015, 2017, 2020, 2021, 2022 
2024

### Titoli Europei
- Eurolega: 6

1976-1977, 1980-1981, 2000-2001, 2003-2004, 2004-2005, 2013-2014
- Lega Adriatica: 1

2011-2012

### Titoli internazionali
- Coppa Intercontinentale: 1

1980
- Partecipazioni al McDonald's Open: 1

1995